# Історія Монако

## Давня історія
З доісторичних часів територія сучасного Монако була заселена різними народами. Фінікійці мали тут свою колонію Монойкос (Μόνοικος) з VI століття до нашої ери.
За стародавніми джерелами теренами Монако пройшов Геркулес, фінікійці побудували тут палац Геркулеса.
У II ст. до нашої ери римляни окупували регіон, перебували тут до V ст. нашої ери.
З VI ст. нашої ери до 975 року регіон терпить від численних нападів загарбників.

## Середньовіччя
1215 року територія потрапила під владу республіки Генуї (наразі частина Італії).
1270 року розпочалася громадянська війна в Генуї між прихильниками Папи Римського та прихильниками римсько-німецького імператора. Після перемоги останніх, прихильники Папи Римського покинули країну. Серед них була й сім’я Грімальді. 8 січня 1297 року Франсуа Грімальді, переодягнений монахом, захопив монакську фортецю.
По тому — тривалий період боротьби за незалежність Монако від Ґенуї. Врешті, Монако отримує її 1419 року з Грімальді на чолі, династія Грімальді й досі керує Монако.
Наприкінці 1489 року король Франції надав Монако статус французького протекторату, не скасовуючи привілеї сеньйора Монако.
1524 року Монако потрапило під протекторат Іспанії. Сеньйор Монако отримав титул князя. 1605 року після домовленості Іспанія ввела сюди військові гарнізони. Іспанський протекторат було замінено французьким за Пероннським договором 1641 року.

## XVIII століття
Після французької революції цілковита влада династії Грімальді була тимчасово скасована національним зібранням Монако. 14 лютого 1793 Монако офіційно приєднується до Франції.

## Монако в ХІХ столітті
Після розгрому наполеонівської Франції за рішенням Віденського конгресу 
Монако попало під протекторат Сардинського королівства, від якого звільнилось 18 листопада 1860 року.
2 лютого 1861 року незалежність Монако визнала Франція, проте князівству довелося передати їй значну частину свого державного суверенітету. З цього часу відносини між Францією й Монако регулюються особливими Французько-монегаськими договорами. 
Плоскогір'я Спелюгус (Spélugues Plateau) отримує назву Монте-Карло 1866 року.

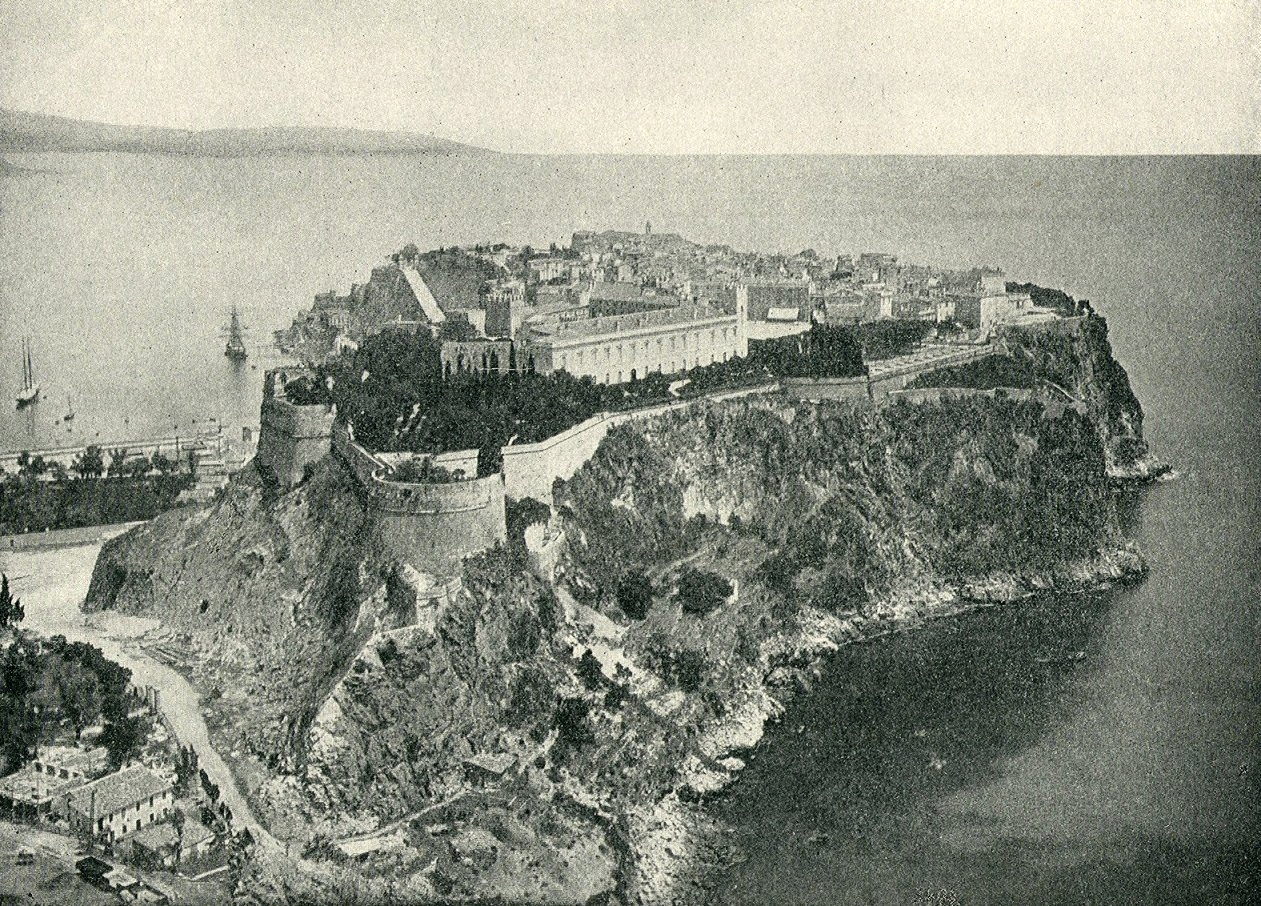
Монако, 1890

## Історія Монако в ХХ столітті
З 5 січня 1911 року за часів правління князя Альбера I в князівстві — конституційна монархія.
У листопаді 1918 року князівство підписує угоду з Францією про захист своєї території французькою стороною, за цією угодою Франція мала право вводу своїх військ до Монако з, або без дозволу принца; також було підписано угоду про приєднання князівства до Франції у разі, якщо не буде існувати спадкоємця на трон.
Нову конституцію було прийнято 17 грудня 1962 року.

## ХХІ століття

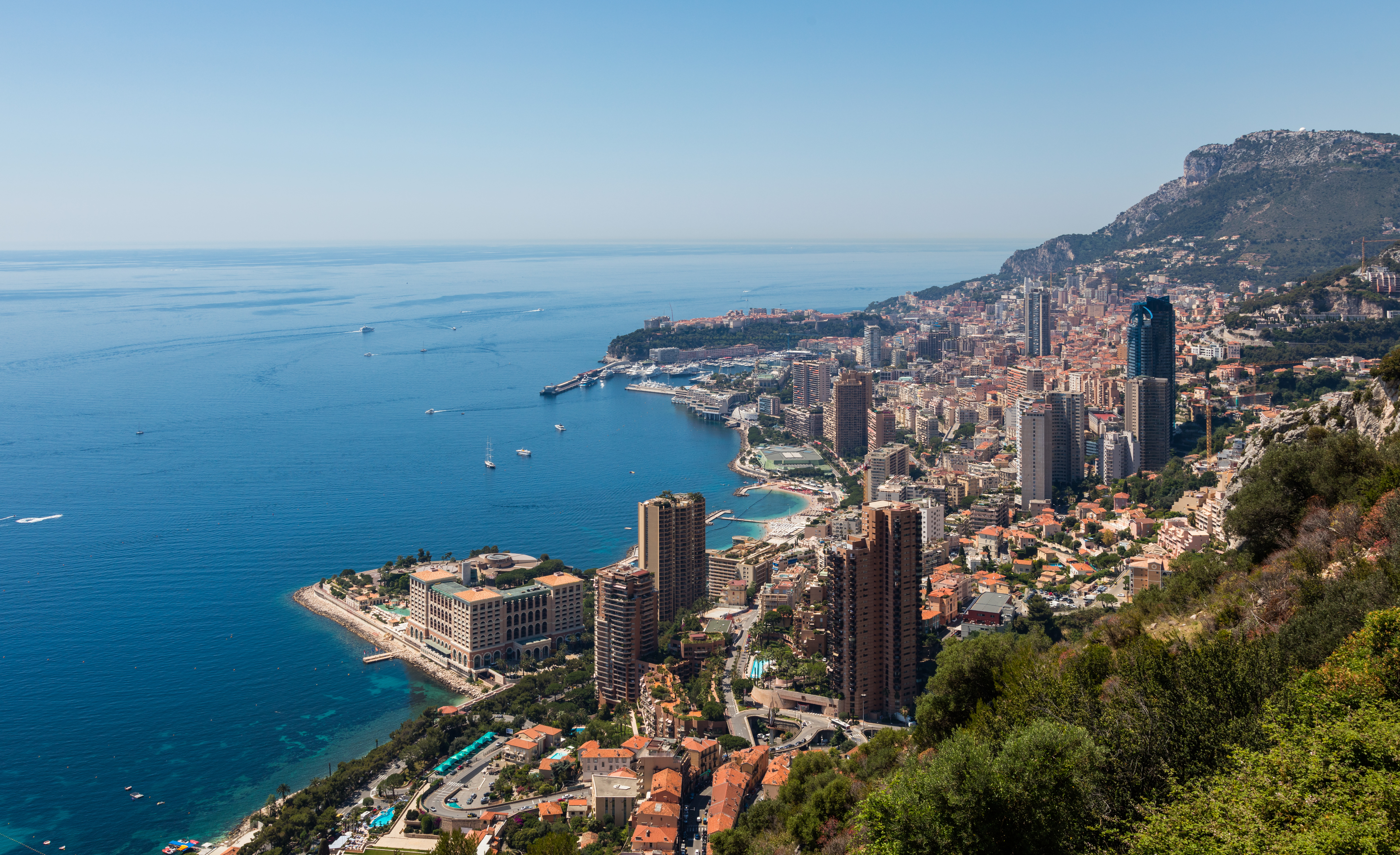
Монако

Підписано нову угоду з Францією 24 жовтня 2002 року. За нею Монако залишиться суверенною державою, не приєднуючись до Франції, навіть якщо не буде існувати спадкоємця на трон. Захист території Монако, однак, залишається відповідальністю Франції.
У травні 1993 році Монако — член ООН.